# Usina Nuclear de Jinshan

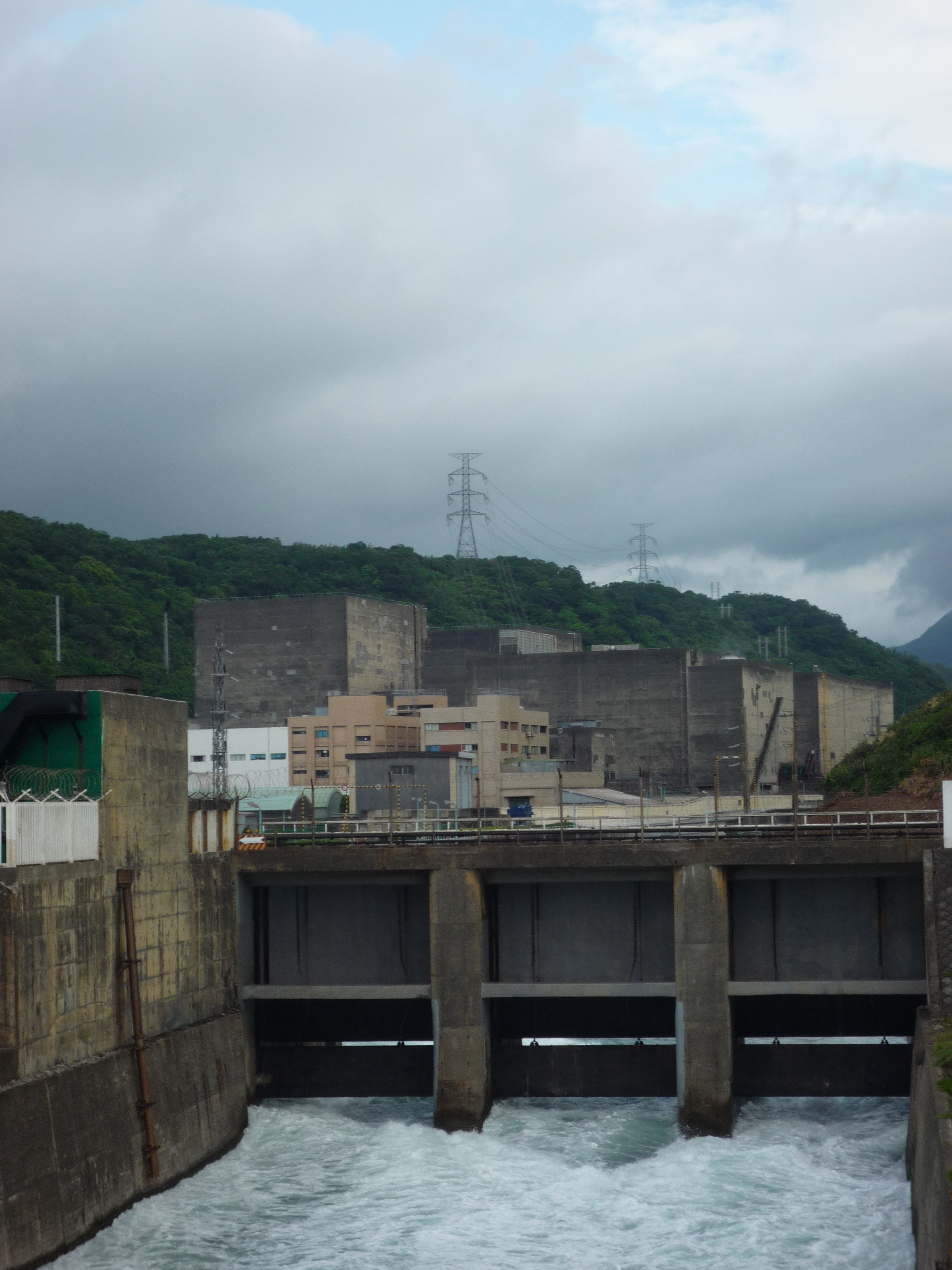
A usina, em 2011.

A Usina Nuclear de Jinshan (ou Chin Shan) (金山核能發電廠 ou 核一) é uma central nuclear em Shimen, Nova Taipei, Taiwan. Encomendada em 1978, é a primeira e menor planta nuclear de Taiwan.

## Geração
A usina pode gerar 9 bilhões de kWh de eletricidade por ano.
As duas piscinas-depósito para combustível nuclear gasto suportam 3.083 hastes de controle cada. Atualmente, há 3.074 em uma piscina, e 3.076 na outra.

## Plano de descomissionamento
O Conselho de Energia Atômica exigiu da operadora da usina, a Taipower, que entregasse, em dezembro de 2015, o plano de descomissionamento de 2018 para revisão completa antes da data marcada. Uma vez que os reatores forem desligados, a planta deverá ser desmantelada em até 25 anos.
Para o armazenamento dos resíduos, a Taipower está fazendo um estudo de viabilidade para construção de uma instalação de armazenamento de lixo nuclear em uma ilha deserta em torno de Taiwan.